# 5. srpnja
5. srpnja (5. 7.) 186. je dan godine po gregorijanskom kalendaru (187. u prijestupnoj godini).
Do kraja godine ima još 179 dana.

## Događaji
- 863. – Ćiril i Metod su počeli širiti kršćanstvo po Velikomoravskoj kneževini
- 1687. – Engleski fizičar Isaac Newton napisao je Philosophiae naturalis principia mathematica, gdje je iznio teoriju gravitacije i tri osnovna zakona gibanja
- 1811. – Venezuela postala prva južnoamerička država koja je proglasila neovisnost od Španjolske
- 1865. – U Engleskoj je donesen prvi zakon o ograničenju brzine
- 1943. – Nacistička Njemačka poduzela je golemu ofanzivu protiv sovjetske vojske kod Kurska na istočnom bojištu
- 1946. – Na modnoj reviji u Parizu po prvi put je predstavljen bikini
- 1950. – U Karlovcu zabilježena najviša temperatura u srpnju na tlu Hrvatske otkad je mjerenja. Tada je u Karlovcu izmjereno 42.4°C.[1] Taj rekord do danas nije oboren
- 1954. – Elvis Aron Presley snimio singlicu u počast svojoj majci, što je bio početak vrtoglavog uspona prema svjetskoj slavi
- 1973. – U Ruandi izvršen vojni udar. Svrgnut predsjednik Grégoire Kayibanda, a na vlast dolazi general-bojnik Juvénal Habyarimana
- 1975. – Zelenortski otoci stekli neovisnost
- 1977. – U Pakistanu izvršen vojni udar kojim je general Mohamad Zija ul Hak zbacio s vlasti premijera Zulfikara Ali Buta
- 1991. – EEZ izglasovala Embargo EEZ na uvoz oružja u SFRJ, koji je prije svega pogodio razoružanu Hrvatsku. Isti dan vrh JNA i Srbije dogovorio je vojnu osvetu Sloveniji i postavljanje snaga JNA na područja koje su velikosrpski pobunjenici u Hrvatskoj zauzeli, radi zadržavanja istih okupiranih područja i pokušaja osvajanja novih područja u RH
- 2020. – Održani izbori za 10. saziv Hrvatskoga Sabora
- 2022. – Mateo Žugec postao prvi hrvatski gimnastičar koji je na Mediteranskim igrama osvojio zlatno odličje
- 2023. – U Zagrebu svečano otvorenje trećeg izdanja prestižnog šahovskog turnira pod nazivom Grand Chess Tour Croatia.
- 2025. – Koncert Marka Perkovića Thompsona na zagrebačkom hipodromu pred 500 000 ljudi.

| - 1810. – P. T. Barnum, američki poduzetnik († 1891.) - 1820. – William John Macquorn Rankine, škotski inženjer i fizičar († 1872.) - 1853. – Cecil Rhodes, britanski političar († 1902.) - 1857. – Clara Zetkin, njemačka revolucionarka i članica međunarodnoga radničkog pokreta († 1933.) - 1879. – Wanda Landowska, poljska čembalistica i skladateljica († 1959.) - 1886. – Zdenka Pexidr-Srića, hrvatska akademska slikarica († 1972.) - 1889. – Jean Cocteau, francuski filmski redatelj, slikar i književnik († 1963.) - 1891. – Tin Ujević, hrvatski pjesnik († 1955.) - 1893. – August Košutić, hrvatski političar († 1964.) - 1897. – Paul Ben-Haim, izraelski skladatelj († 1984.) - 1911. – Georges Pompidou, francuski političar († 1974.) - 1916. – Hrvoje Požar, hrvatski znanstvenik († 1991.) - 1927. – Pero Pirker, hrvatski političar († 1972.) - 1935. – Josip Kovačić, hrvatski povjesničar umjetnosti, kolekcionar, pjesnik († 2017.) - 1959. – Marc Cohn, pjevač - 1961. – Zlatko Saračević, hrvatski rukometaš i trener († 2021.) - 1966. – Mirna Berend, hrvatska televizijska voditeljica - 1966. – Gianfranco Zola, talijanski nogometaš - 1968. – Alen Vitasović, pjevač - 1969. – RZA, američki reper i redatelj - 1975. – Hernán Crespo, argentinski nogometaš - 1979. – Amélie Mauresmo, francuska tenisačica - 1982. – Alberto Gilardino, talijanski nogometaš - 1989. – Dejan Lovren, hrvatski nogometaš - 1995. – Marko Purišić, hrvatski pjevač, tekstopisac i glazbeni producent | - 1539. – Antun Marija Zaharija, talijanski svetac i utemeljitelj barnabista (* 1502.) - 1749. – Petar Bakić, srijemski i bosansko-đakovački biskup (* 1670.) - 1833. – Joseph Nicéphore Niepce, francuski kemičar (* 1765.) - 1858. – Vjekoslav Karas, hrvatski slikar (* 1821.) - 1927. – Albrecht Kossel, njemački liječnik i nobelovac (* 1853.) - 1948. – Georges Bernanos, francuski pisac (* 1888.) - 1966. – George Hevesy, mađarski remičar (* 1885.) - 1969. – Walter Gropius, njemački arhitekt i teoretičar arhitekture (* 1883.) - 1969. – Leo McCarey, američki filmski redatelj, scenarist i producent - 2004. – Rodger Ward, američki automobilist (* 1921.) - 2007. – Josip Tabak, hrvatski prevoditelj, književnik i novinar (* 1912.) - 2011. – Cy Twombly, američki slikar, kipar i fotograf (* 1928.) - 2015. – Yoichiro Nambu, japanski kemičar i nobelovac (* 1921.) |

## Blagdani i spomendani
- Dan duhovnih zvanja[2]
- Dan državnosti u Alžiru, Zelenortskoj republici i u Venezueli
- Antun Marija Zaharija

## Imendani
- Ćiril
- Metod, Metodije, Metoda
- Antun
- Zakarija
- Marta